# The Embalmer
The Embalmer (яп. 死化粧師 Сигэсё:си, досл. «Бальзамировщик») — дзёсэй-манга, написанная и иллюстрированная Мицукадзу Михарой. Печатается в журнале Feel Young с 2002 года. В формате танкобонов выпускается издательством Shodensha под лейблом Feel Comics. Серия лицензирована в нескольких странах. По сюжету произведения была снята дорама, показанная на телеканалах TV Tokyo, Aichi Television Broadcasting, TVQ Kyuushuu и впоследствии изданная на DVD компанией VAP.
Сюжет рассказывает о жизни выучившегося на бальзамировщика Синдзюро Мамии. Идея создания манги пришла к Мицукадзу Михаре после смерти её друга. Серия получила достаточно одобрительные отзывы критиков. Первые четыре тома были проданы в Японии суммарным тиражом более 300 000 экземпляров.

## Сюжет
Главным героем сюжета является Синдзюро Мамия. В детстве он жил на военной базе вместе со своими родителями: Нодзоми, японкой, и Дадли, американцем по происхождению. Его отец был бальзамировщиком, и он считал, что трупы по-прежнему остаются людьми и поэтому заслуживают ухода и бережного отношения. Однако Синдзюро казалось, что Дадли недостаточно времени проводит с семьёй — даже когда Нодзоми умирала, его отца не было рядом с ней. Тем не менее Дадли выполнил свою клятву быть с Нодзоми до конца и сам забальзамировал её. Свидетелем процесса был Синдзюро, но он так и не изменил своего мнения об отце, и сомневался в том, что он действительно любил Нодзоми.
Вскоре Дадли погиб на Ближнем Востоке, подорвавшись на мине, а Синдзюро поступил в Питтсбургский университет, где начал обучаться искусству бальзамирования. Его соседкой по комнате стала китаянка по имени Чансу «Чан» Ли, проявляющая интерес к бальзамированию вопреки пожеланиям её родителей. Поначалу Мамия испытывает некоторые проблемы в учёбе из-за плохого знания английского языка, однако не в последнюю очередь благодаря помощи декана Сьюзан Гаррет, он заканчивает университет как валедикториан (с отличными оценками по всем предметам). Он начинает стажировку в агентстве бальзамирования в Сан-Франциско под руководством Питера Раббита, также как и Дадли, «разговаривающим» с трупами во время процесса.
Затем Синдзюро возвращается в Японию, где один из священников позволяет ему практиковаться в церкви. Молодой человек влюбляется в его внучку, Адзуки, однако, не разделяет её романтического настроя и, желая познать «тепло» после «холодной» работы, спит сразу с несколькими женщинами.
В своей работе он категорично стремится сохранить тело максимально идентичным живому человеку, тем самым помогая родственникам и друзьям покойного сказать последнее «прощай». Кроме того благодаря своей деятельности Синдзюро способен помочь любому другому человеку прийти к лучшему пониманию вопросов жизни и смерти.

## История создания
Идея создания манги The Embalmer появилась у Михары после смерти друга. Из-за плохого планирования похорон ей казалось, что надлежащей возможности проститься с умершим ей предоставлено не было. Эта ситуация заставила Михару обратиться к изучению процесса бальзамирования; она лично разговаривала с одним из бальзамировщиков и отметила, что «не могла не быть поражена» методами, используемыми в этом процессе. По её мнению бальзамирование «хорошо подходит для Японии», поскольку у людей зачастую очень мало времени чтобы проститься.

## Медиа-издания

### Манга
Манга The Embalmer, написанная и проиллюстрированная Мицукадзу Михарой выходит в ежемесячном дзёсэй-журнале Feel Young. В формате танкобонов выпускается издательством Shodensha под лейблом Feel Comics: первые четыре тома были опубликованы с 2002 по 2005 год. Серия вновь стала выходить в Feel Young с январского номера 2008 года, и пятый танкобон вышел 8 месяцев спустя, в сентябре. Манга продолжает выходить.
26 июля 2005 года было объявлено, что компания Tokyopop приобретает лицензию для публикации манги на английском языке, и первый переведённый том поступил в продажу 8 августа 2006 года. Четвёртый том был опубликован 14 августа 2007 года. В августе 2010 года через аккаунт издательства в системе микроблогов Twitter было объявлено, что Tokyopop ищет новые пути реализации серии, будь то цифровой формат или печать по требованию, из-за имевших место отказов ретейлеров реализовывать мангу.
Серия The Embalmer также лицензирована компанией Hanami и выходит в Польше под названием Balsamista.

#### Список томов
| № | В Японии             | В Японии           | В Северной Америке   | В Северной Америке |
| № | Дата публикации      | ISBN               | Дата публикации      | ISBN               |
| - | -------------------- | ------------------ | -------------------- | ------------------ |
| 1 | 25 июля 2003 года    | ISBN 4396763050    | 8 августа 2006 года  | ISBN 1-59816-646-8 |
| 2 | 8 марта 2004 года    | ISBN 4396763174    | 12 декабря 2006 года | ISBN 1-59816-647-6 |
| 3 | 27 января 2005 года  | ISBN 4396763514    | 10 апреля 2007 года  | ISBN 1-59816-648-4 |
| 4 | 8 декабря 2005 года  | ISBN 4396763727    | 14 августа 2007 года | ISBN 1-4278-0140-1 |
| 5 | 8 сентября 2008 года | ISBN 9784396764395 |                      |                    |
| 6 | 7 ноября 2009 года   | ISBN 4396764766    |                      |                    |

### Дорама

Обложка бокс-сета DVD-издания

В сентябрьском выпуске журнала Feel Young за 2007 год была анонсирована 12-серийная дорама, снятая по манге, под названием Shigeshoushi (яп. 死化粧師 Сигэсё:си). Сериал выходил на телеканале TV Tokyo по пятницам поздно ночью с 5 октября по 21 декабря 2007 года. Трансляции также прошли на телеканалах Aichi Television Broadcasting и TVQ Kyūshū. В фильме использован соответствующий американской культуре реквизит, поскольку по сюжету главный персонаж обучается в США: к примеру, кроссовки с изображёнными на ними американскими долларами и пончики. Съёмки проходили в различных местах, в том числе настоящей церкви и на побережье города Миура; в связи с прошедшим тайфуном его пришлось вычищать от коряг и водорослей.
Сценарий для Shigeshoushi написали Сумино Кавасима и Аяко Като; режиссёрами эпизодов стали Масахиро Мори, Хидэо Мидзумура, Минори Тамэгай и Такэо Какинума. Главной темой дорамы стала песня Key to My Heart (яп. ココロの鍵 Kokoro no Kagi) в исполнении Ёрико, открывающей музыкальной композицией — Slide (яп. スライド Suraido) группы Super Flying Boy.
Было выпущено два диска CD, содержащих музыкальные композиции из сериала. Первый, Key to My Heart (яп. ココロの鍵 Kokoro no Kagi), с песнями, исполненными Ёрико, был выпущен 14 ноября 2007 года под лейблом EMI Music Japan. Второй, Slide (яп. スライド Suraido), с песнями группы Super Flying Boy, был выпущен 28 ноября 2007 года под лейблом Columbia Music Entertainment. Компания VAP выпустила четырёхдисковый бокс-сет с Shigeshoushi 27 ноября 2008 года. Он включал себя также и дополнительные видеоролики — записи с пресс-конференций и премьеры, а также сцены сериала, оставшиеся за кадром.
Спин-офф серии с участием медсестёр из дорамы были выпущены 15 октября 2007 года. Шесть эпизодов были доступны для просмотра на странице телеканала TV Tokyo, посвящённой Shigeshoushi. Впоследствии они были также включены в бокс-сет.

## Отзывы и критика
Первые четыре тома манги в совокупности разошлись тиражом в 300 000 экземпляров. Тем не менее компанией Tokyopop продажа переведённой на английской языки манги была названа «слабой».